# Laç
Laç, Laçi – miasto w północnej Albanii, położone 35 km od Tirany i 10 km od wybrzeża Morza Adriatyckiego. Ośrodek administracyjny okręgu Kurbin w obwodzie Lezha w gminie Laç. Ludność: 25,2 tys. (2006).